# Okhotnik
Okhotnik (russisk: Охотник) er en russisk spillefilm fra 2011 af Bakur Barkuradze.

## Medvirkende
- Gera Avdotjenok som Kolja
- Mikhail Barskovitj som Ivan Dunajev
- Vladimir Degilev som Viktor
- Oksana Semjonova
- Tatjana Sjapovalova som Ljuba